# David Pitchforth
David Pitchforth (21 de abril de 1965) é um engenheiro britânico.

## Carreira
David Pitchforth ingressou na empresa Schwitzer como um aprendiz. Formou-se na concepção de estudos de tecnologia na Universidade de Huddersfield. Em 1994 ele se mudou para os Estados Unidos para começar a trabalhar na empresa Switzer dos Estados Unidos, onde trabalhou em motores e túneis de vento. Em 1997, ele supervisionou a concepção, construção e comissionamento de pesquisa e desenvolvimento na Reynard Motorsport. Em 2000, ele foi diretor gerente da ARC, onde também trabalhou em projetos para o túnel de vento da NASCAR em Mooresville, Carolina do Norte, British American Racing (BAR) em Brackley e Jaguar Racing em Bicester.
Em março de 2002 ele se juntou a Jaguar como um gerente de projeto do Jaguar R3C e Jaguar R4. A partir 2003, ele foi diretor gerente na equipe da Jaguar (posteriormente, Red Bull Racing), quando foi criada em 2004.